# 볼보트럭
볼보트럭(영어: Volvo Trucks, 스웨덴어: Volvo Lastvagnar)은 스웨덴의 상용차 제조사이다.
본래 볼보에서 트럭을 생산했으나 1928년에 트럭 사업 부문과 분리와 동시에 설립되었다. 이 회사의 계열사로 일본의 UD트럭을 비롯해 프랑스의 르노트럭과 미국의 맥 트럭이 있다. 대한민국의 경우 1990년에 구. 대우중공업과 계약을 맺으면서 트랙터, 덤프 트럭을 판매를 했다가 1996년에 대한민국에 진출과 동시에 지사를 별도로 설립했다.
일본 이스즈 자동차 다음으로 세계 최대의 트럭 메이커 업체로 알려졌다. 현재 대한민국을 비롯해 140개 국가에 차량을 지속적으로 수출하고 있다.

## 역사
1928년 회사를 설립 했으며 최초의 트럭인 시리즈 1(영어: Series 1)을 제작했다. 이 모델을 출시한지 2년이 되지 않아 1930년에 639대를 판매했고 이 계기로 유럽 각국에 수출했다. 1932년까지 생산된 소형 트럭과 중형 트럭에 2개의 휠 브레이크와 목재 스포크 휠이 장착했다. 이후 현대화를 위해 LV 71, LV 73 시리즈를 출시하면서 대중적인 인기를 얻게 되었다. 제2차 세계대전이 발발해 지면서 1939년에 군수 산업에 참가하기 위해 라운드 노우즈(영어: Roundnose)를 출시했다. 1951년에 타이탄(영어: Titan)을 출시한데 이어 1954년에 세계 최초로 터보 차저 엔진을 장착했다. 1960년대에 타이탄(영어: Titan)의 후속 모델인 타이탄 티탑(영어: Titan Tip Top/F88/G88) 출시했다.
1970년대에 F10/F12 시리즈를 출시했다. 1980년대에 북아메리카에 진출 했다. 1985년에 FL6/FL7/FL10 모델을 출시했다. 이 회사는 사업 확장을 위해 2001년에 프랑스의 자동차 메이커인 르노트럭을 2002년에 미국의 자동차 메이커인 맥 트럭을 2007년에 일본의 자동차 메이커인 2007년에 닛산디젤 UD를 순차별로 인수해 이 회사의 자회사가 되었다가 2010년 2월에 UD트럭으로 사명이 변경되었다.

## 생산 공장
- 2015년 6월 기준으로 볼보트럭은 다음과 같은 공장을 보유하고 있다.[9]

### 유럽
- 볼보트럭 본사 (영어: Volvo Trucks Corporation, 스웨덴 베스트라예탈란드주 예테보리)
- 볼보트럭 우메오 공장 (스웨덴 베스테르보텐주 우메오)
- 볼보트럭 벨기에 공장 (벨기에 오스트플란데런주 헨트)
- 볼보트럭 러시아 공장 (러시아 칼루가주 칼루가)

### 북아메리카
- 볼보트럭 미국 공장 (미국 버지니아주 더블린)

### 남아메리카
- 볼보트럭 브라질 공장 (브라질 파라나 주 쿠리치바)

### 아프리카
- 볼보트럭 남아프리카공화국 공장 (남아프리카공화국 콰줄루나탈 주 더반)
- 볼보트럭 모로코 공장 (모로코 카사블랑카)
- 볼보트럭 튀니지 공장 (튀니지 튀니스)

### 오세아니아
- 볼보트럭 오스트레일리아 공장 (오스트레일리아 퀸즐랜드주 브리즈번)

### 아시아
- 볼보트럭 인도 공장 (인도 카르나타카주 벵갈루루)
- 볼보트럭 타이 공장 (타이 방콕)
- 볼보트럭 사우디아라비아 공장 (사우디아라비아 메카주 제다)
- 볼보트럭 이란 공장 (이란 테헤란 주 테헤란)
- 볼보트럭 말레이시아 공장 (말레이시아 쿠알라룸푸르)
- 볼보트럭 중화민국 공장 (중화민국 타이페이)
- 볼보트럭 코리아 (영어: Volvo Trucks Korea, 대한민국 경기도 화성시)

## 생산 차종

### 현재 생산차종
- 2015년 6월 기준으로 볼보트럭은 다음과 같은 차종을 생산하고 있다.[10][11]
- 볼보 FL
  - 시장 - 유럽, 아시아
- 볼보 FE
  - 시장 - 유럽, 아시아, 오세아니아
- 볼보 FM
  - 시장 - 유럽, 아프리카, 아시아, 남아메리카, 오세아니아
- 볼보 FH
  - 시장 - 유럽, 아프리카, 아시아, 남아메리카, 오세아니아
- 볼보 FH16
  - 시장 - 유럽, 아프리카, 아시아, 남아메리카, 오세아니아
- 볼보 FMX
  - 시장 - 유럽, 아프리카, 아시아, 남아메리카, 오세아니아
- 볼보 VHD
  - 시장 - 북아메리카
- 볼보 VN
  - 시장 - 북아메리카
- 볼보 VNX[12]
  - 시장 - 북아메리카
- 볼보 VM
  - 시장 - 남아메리카

## 사진

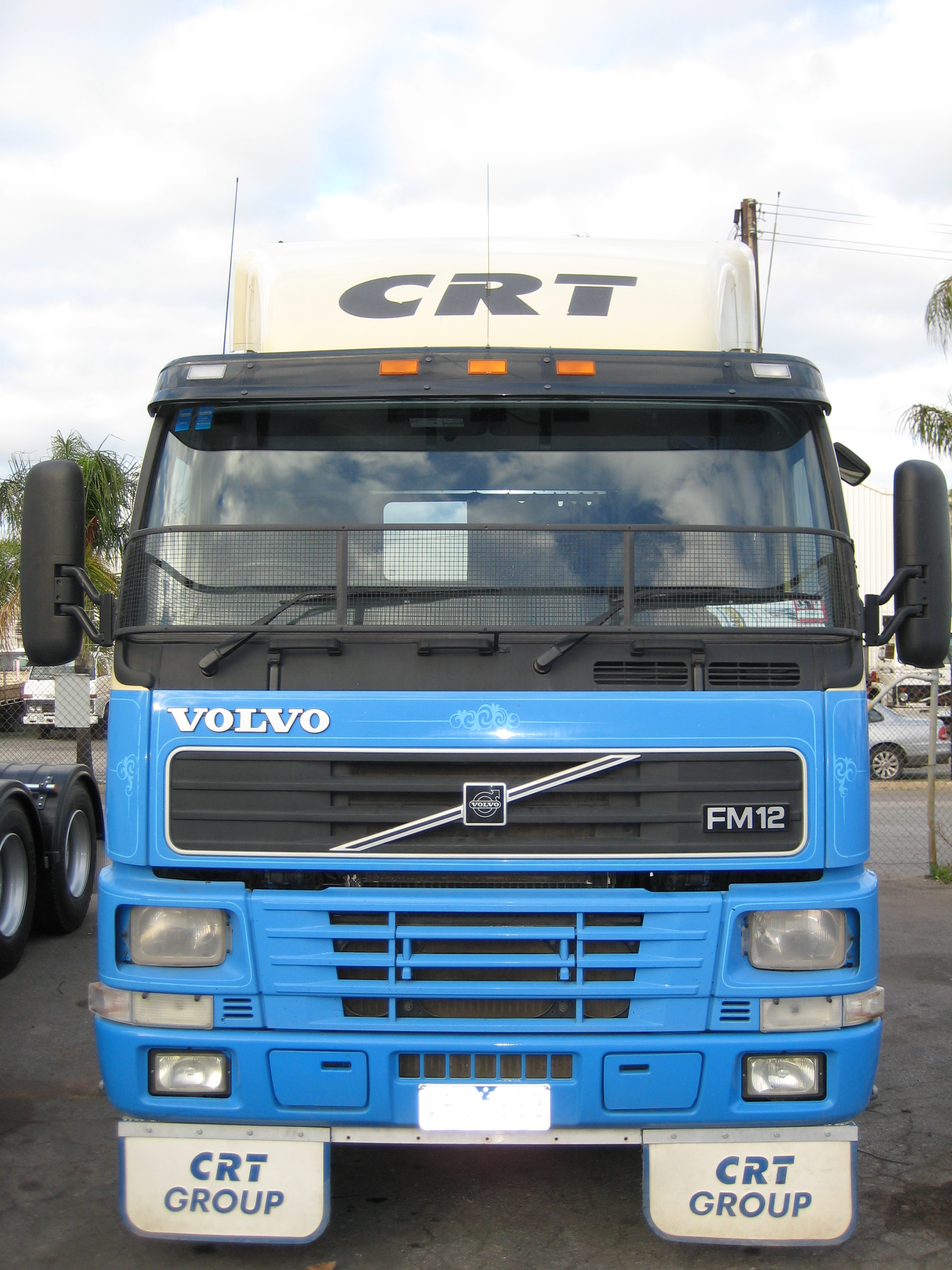
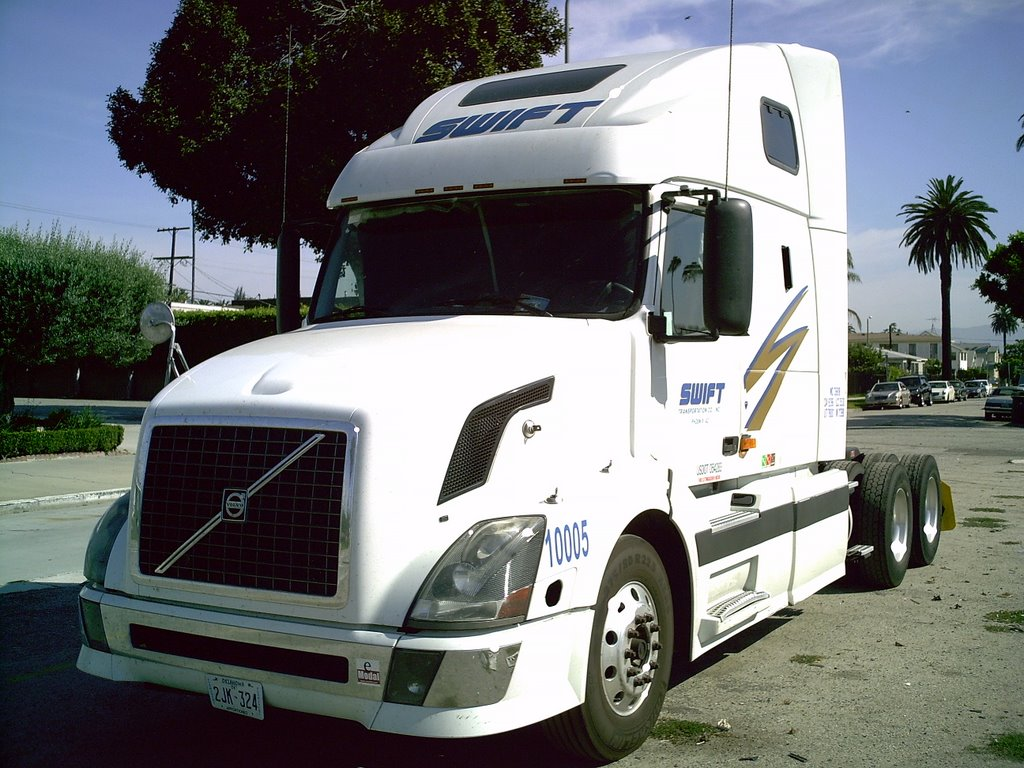
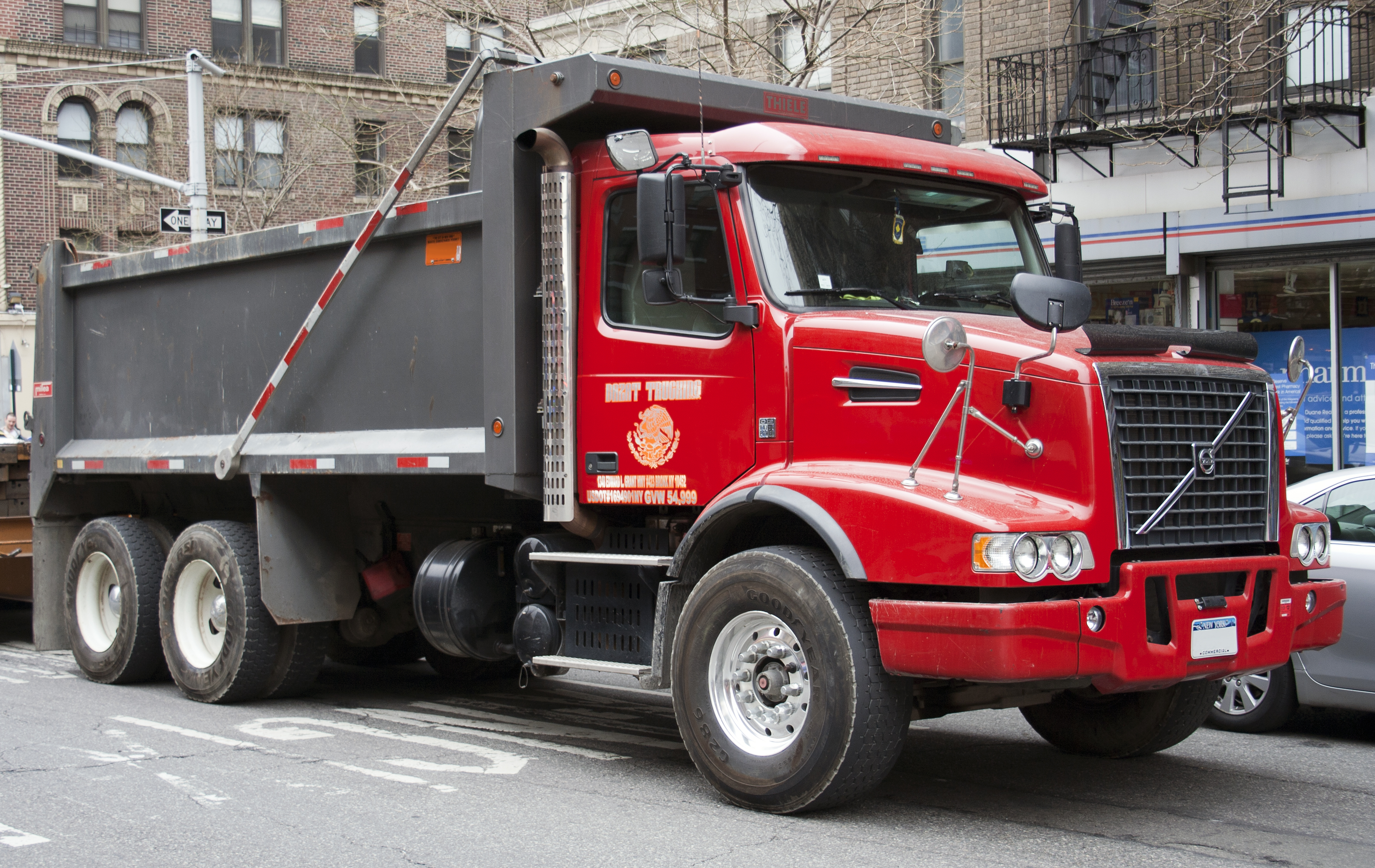
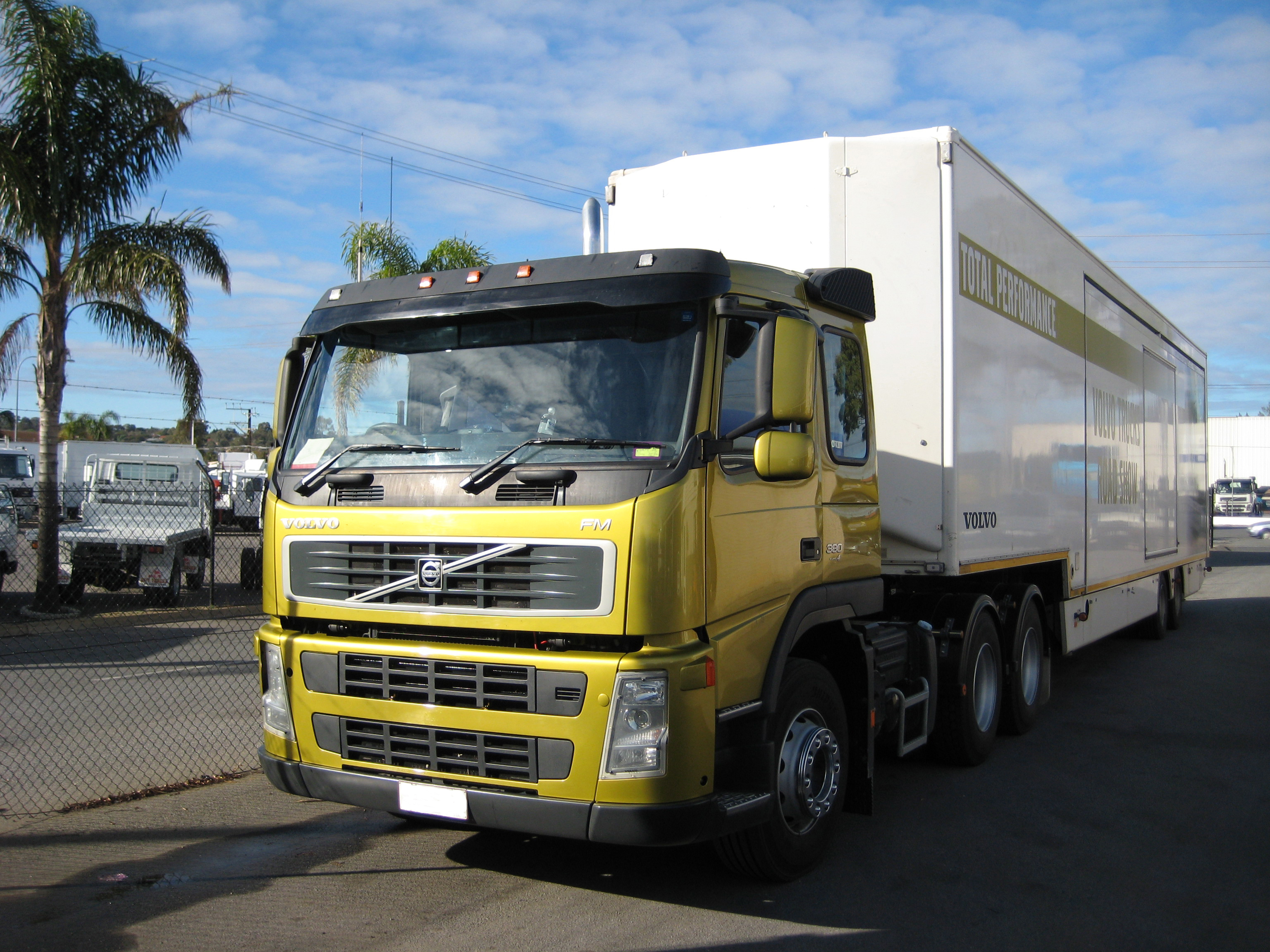
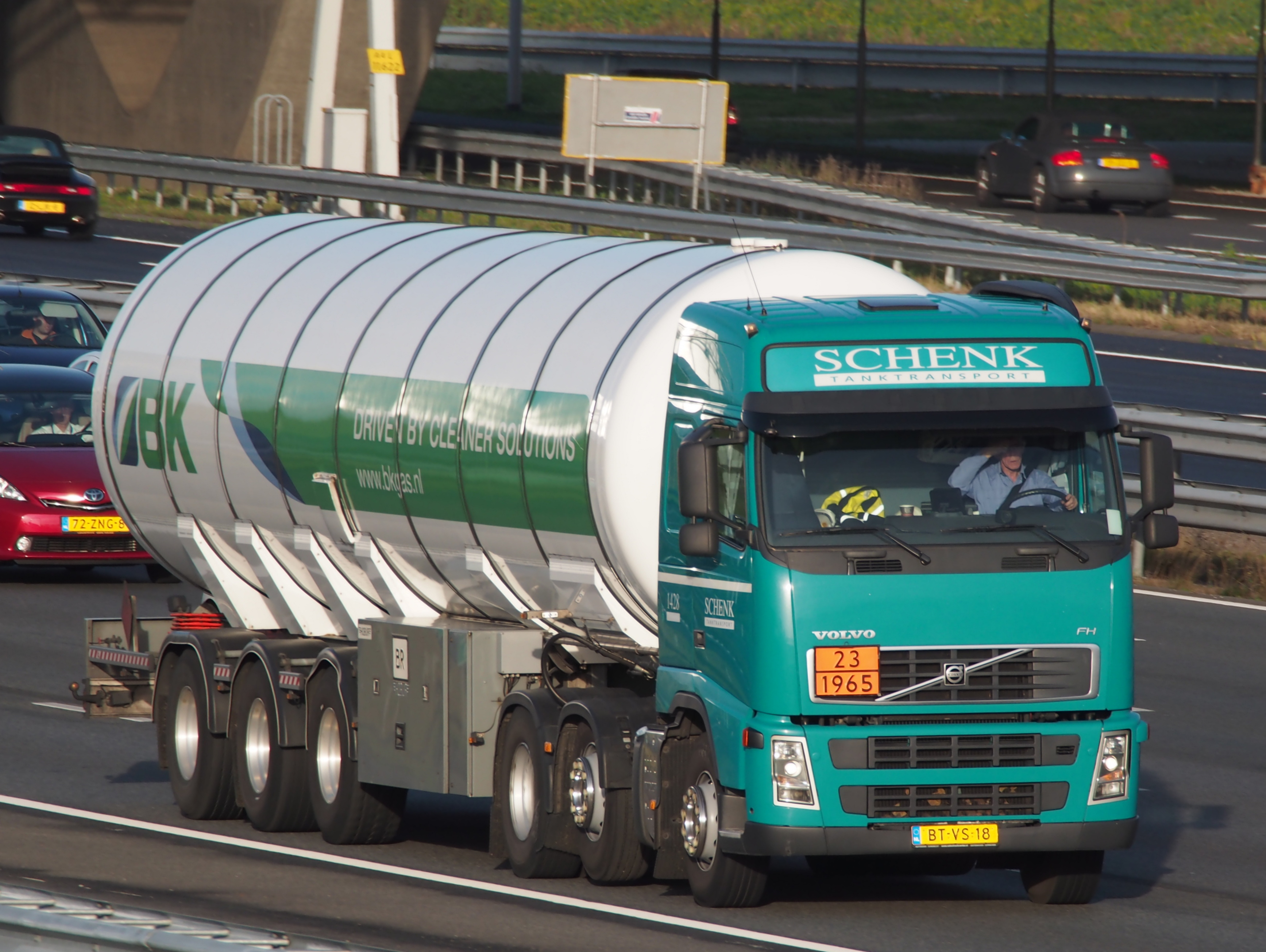
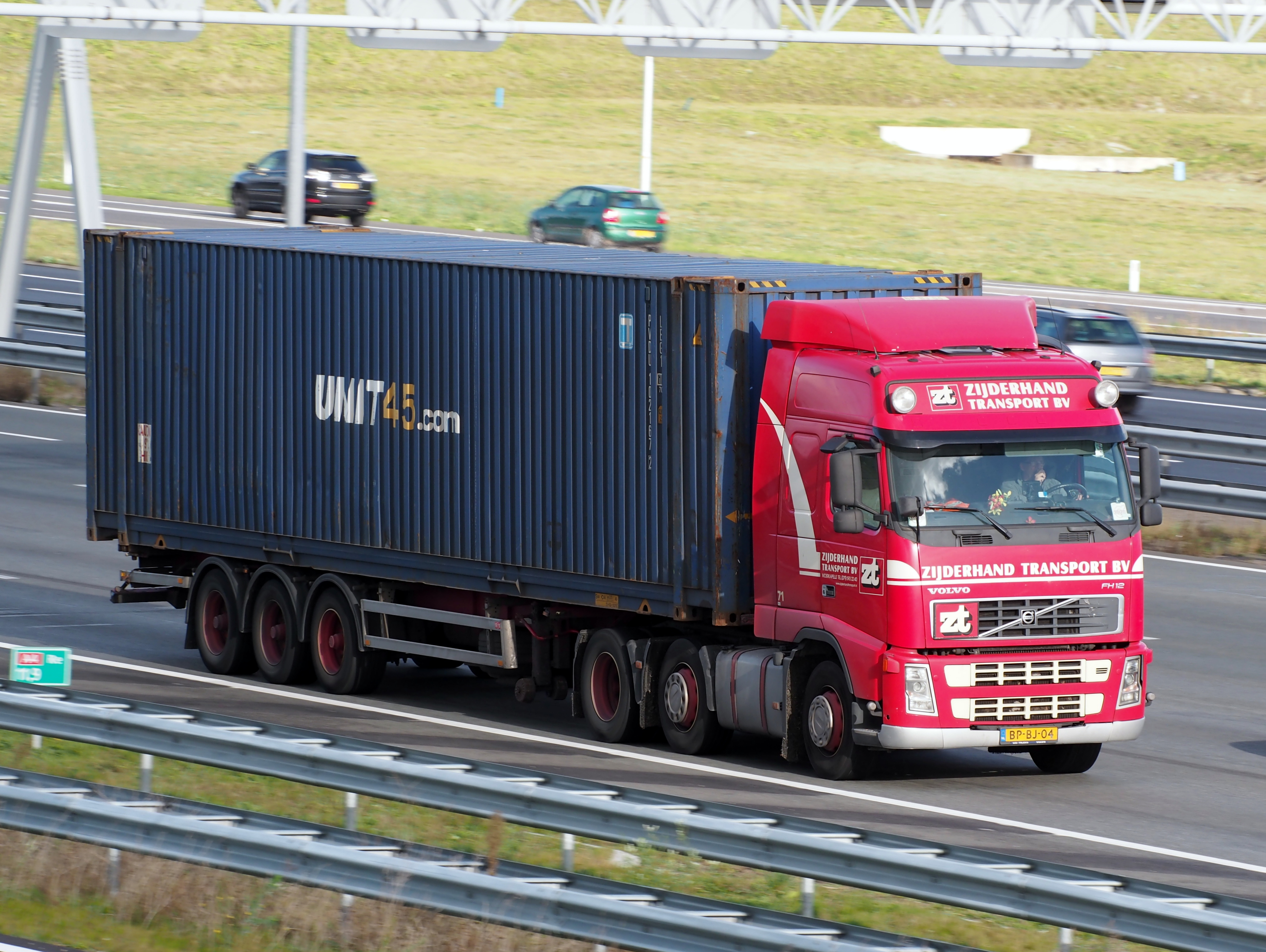
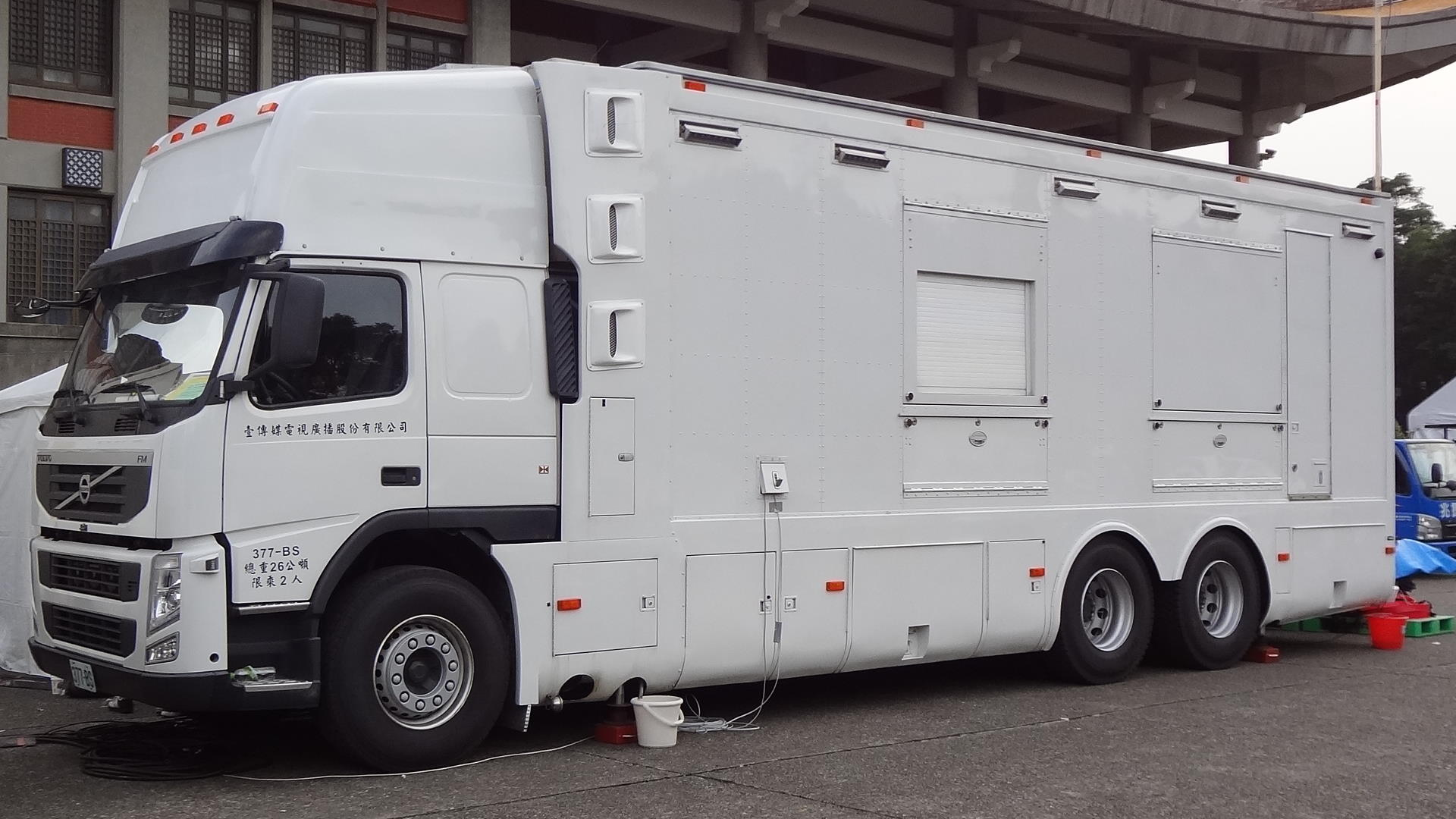
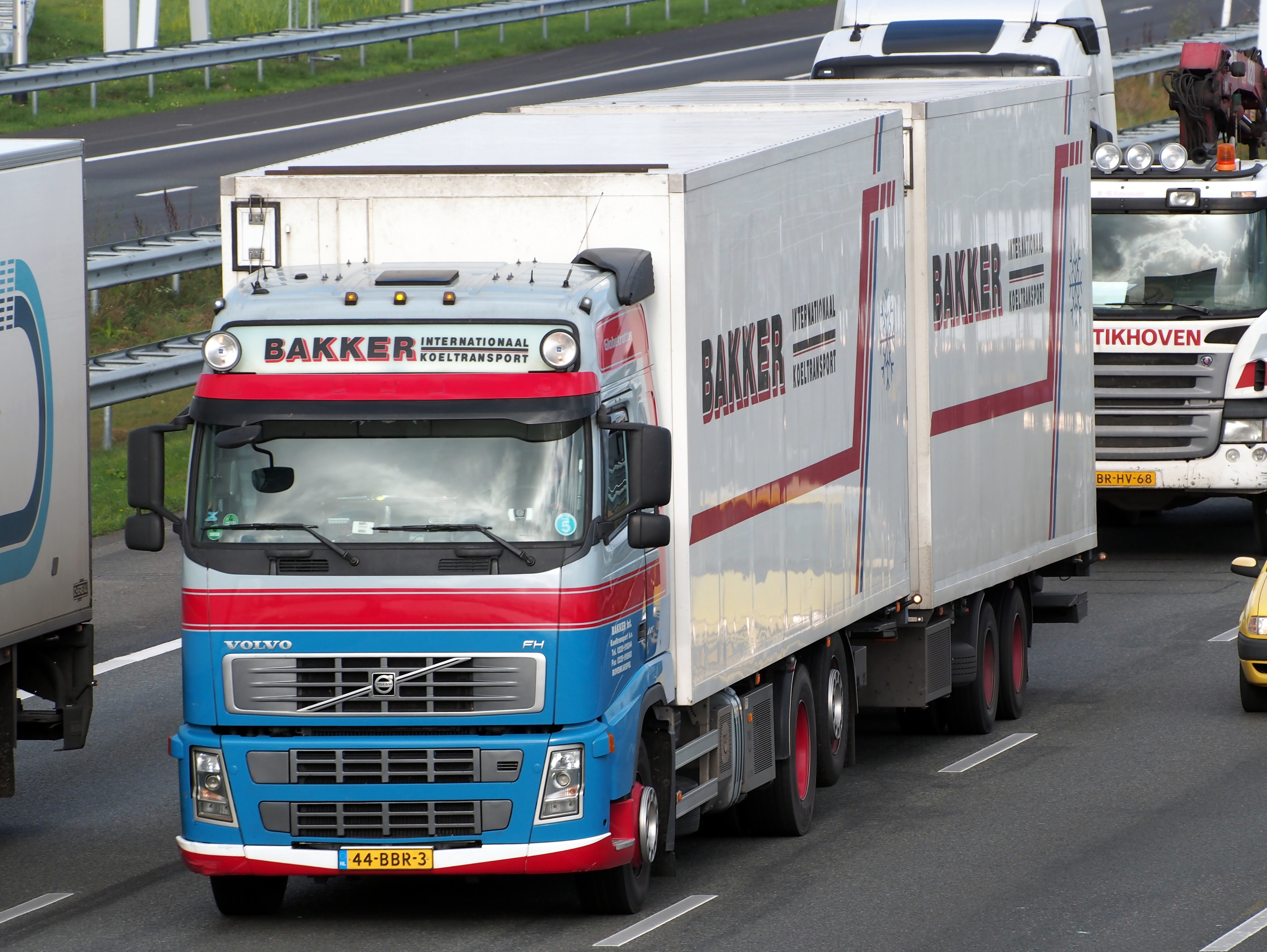
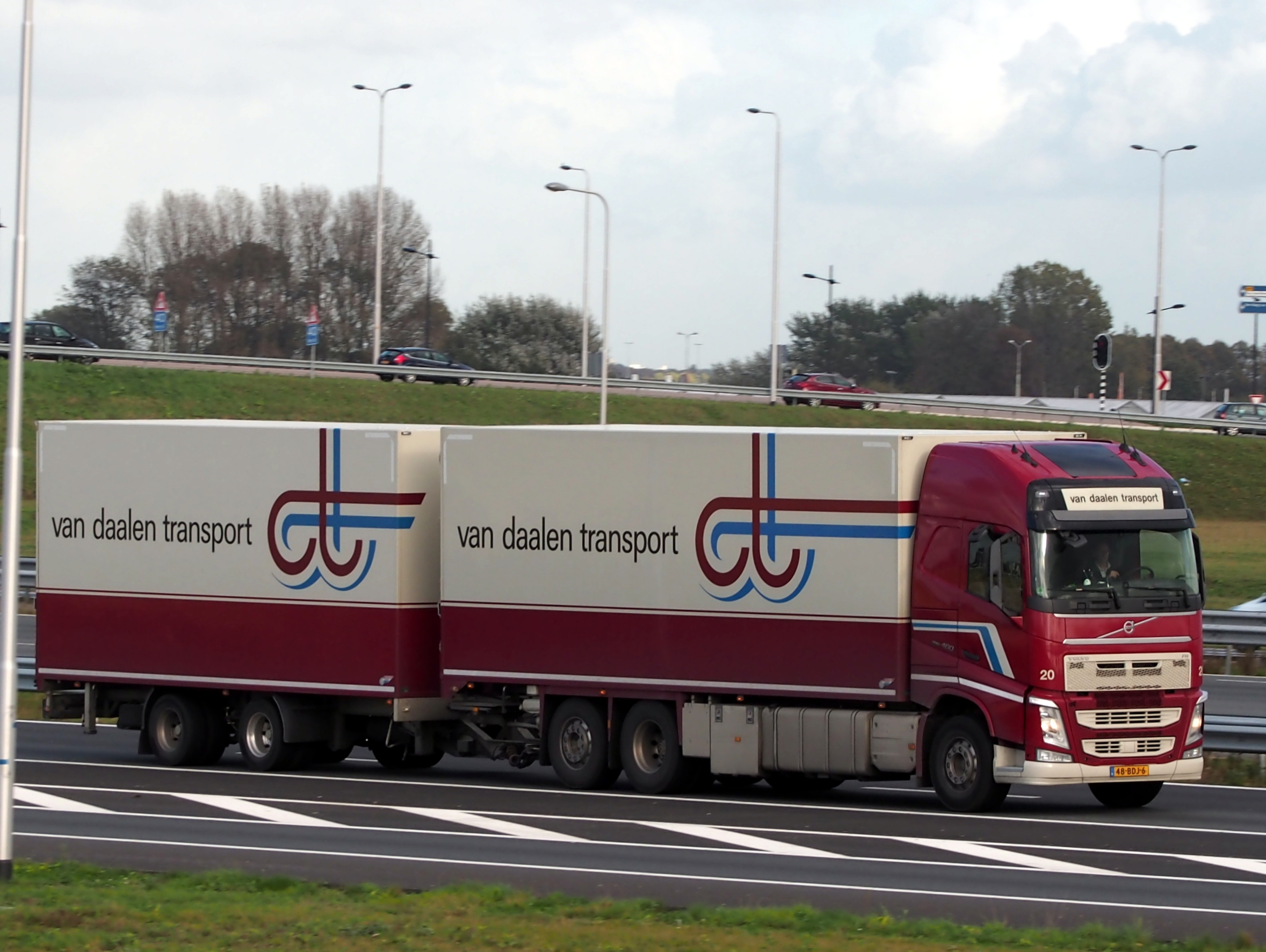